# Маханади
Махана́ди (хинди महानदी) — крупная река, протекающая в восточной части Индии. Длина — 860 км.
Река берёт своё начало на плато Чхатпур (северо-восток Деканского плоскогорья), а в своём среднем течении в штате Чхаттисгарх она проходит через широкую и плодородную равнину. Впадает река в Бенгальский залив Индийского океана, образуя вместе с реками Брахмани и Байтарани общую дельту площадью около 15 тысяч км².
Во время летних муссонов в нижнем течении расход воды превышают 50 тыс. м³/сек, при этом река несёт большое количество взвешенных наносов и часто разливается по окрестным долинам, создавая наводнения. Наводнения часты. В зимний засушливый период Маханади превращается в мелкую и узкую реку с расходом воды 30 м³/сек.
Рядом с городом Самбалпур находится ГЭС Хиракуд, мощностью 250 МВт. Высота плотины — 49 м, длина 4,8 км, а вместе с береговыми валами 25,5 км — это самая длинная плотина в мире. Образованное при этом водохранилище позволяет орошать около 400 тыс. га рисовых полей. Судоходство на реке возможно лишь в её нижнем течении на 150 км от устья.

## См.также
- Реки Индии